# Жеглигово
Жеглигово је средњовековни назив за предео око Куманова у Северној Македонији.
Помиње се 1354. године као баштина свестократора Дејана Жарковића. Као таквог га држе и његови синови Дејановићи Јован, Драгаш и Константин. Константина су по овој области звали Константин Жеглиговац. Назив Жеглигово се последњи пут помиње 1512. када су предео пустошили Турци.
Жеглигово лежи у Кумановско-прешевској удолини, на ниском развођу (450 м) између сливова Јужне Мораве и Вардара. Са истока избија на пут који води преко Криве Реке, а преко погодних превоја на Скопској Црној гори је повезано и са Косовом. Има развијену пољопривреду, а најважније културе се жито, дуван и памук.
Привредно средиште Жеглигова у средњем веку и под Турцима све до средине XVII века било је у Нагоричану. Премештањем административног центра у турско село Куманово, ово село се претворило у градско насеље.